# Serquigny
Serquigny là một xã thuộc tỉnh Eure trong vùng Normandie miền bắc nước Pháp.

## Huy hiệu
| Arms of Serquigny | The arms of Serquigny are blazoned: Quarterly 1&4: Gules, 2 leopards Or; 2: Or, 2 fesses gules; 3: Or, 3 chevrons gules. |